# Johann Friedrich Doles
Johann Friedrich Doles (Steinbach-Hallenberg 23 avril 1715 –  Leipzig 8 février 1797) est compositeur allemand et un élève de Jean-Sébastien Bach. 

## Biographie
Doles est né à Steinbach-Hallenberg. Il était le fils du cantor Johann Andreas Doles. Il a été l'élève de l'école de Schmalkalden de 1727 à 1733, puis du Hennebergische Gymnasium à Schleusingen. Il a fréquenté l'Université de Leipzig. Là, il a fondé avec ses compagnons un Wöchentliches Concert (Concert hebdomadaire), pour lequel il a écrit de la musique. De 1739 à 1744, il a étudié la théologie à Leipzig et a pris en même temps des leçons de Jean-Sébastien Bach.
En 1744, il est nommé cantor à Freiberg, puis de 1756 jusqu'à sa retraite en 1789, cantor de la Thomasschule de Leipzig, Directeur de la musique des deux principales églises de Leipzig et à partir de 1770 Directeur de la musique de l'université. Il conduisait le Thomanerchor. En 1789, il a dirigé le motet Singet dem Herrn ein neues Lied de Bach,  exécution qui a fait une forte impression sur Mozart. 
Les compositions de Doles sont d'accès aisé et faciles à comprendre sur le plan de la diction. Elles étaient très populaires en leur temps. L'influence de son maître Bach y est peu sensible. Doles a écrit 158 cantates, 35 motets et plusieurs Passions. Doles avait fait publier une collection de Préludes de choral, un livre de chorals à quatre voix, la Cantate pour la fondation du Großen Konzerts (à l'origine de l'Orchestre du Gewandhaus) Das Lob der Musik ainsi que sa mise en musique de 21 Odes de son ami le poète Christian Fürchtegott Gellert. Doles a laissé un traité manuscrit sur le chant qui nous transmet quelques-unes des méthodes de Bach.
Le fils de Doles, Johann Friedrich, a été juriste et notaire. Il a également composé.

## Œuvres
- « Neue Lieder nebst ihnen Melodien », 1750.
- « Melodien zu Gellerts geistlichen Oden und Liedern », 1758.
- « Der Sechs und vierzigste Psalm », 1758.
- « Vierstimmiges Choralbuch », 1785.
- « Fünfzehn kleine Lieder und leichte Melodien », 1790.
- « Singbare und leichte Choralvorspiele ».